# Siphocampylus umbellatus
Siphocampylus umbellatus là loài thực vật có hoa trong họ Hoa chuông. Loài này được (Kunth) G.Don miêu tả khoa học đầu tiên năm 1834.